# قرة بن شريك العبسي
قُرَّة بْن شَريك بْن مُرثد بْن الحارث بْن حبش بْن سُفيان بن عبد الله بْن ناشب بْن هدم بْن عوذ بْن غالب بْن قُطَيعة بْن عَبْس بْن بَغِيض بْن رَيث بْن غَطَفان بن سعد بْن قيس بْن عَيلان بْن مُضَر ، قال الكندي ثمَّ وِليَها قُرَّة بْن شَريك العَبْسيّ للوليد عَلَى صلاتها وخراجها، فقدِمها يوم الإثنين لثلاث عشرة ليلة خلت من شهر ربيع الأول سنة تسعين، فأقر عبد الأعلى بن خالد على الشرط، وأخذ عبد الله بن عبد الملك بالخروج عن مصر، فخرج عبد الله بكل ما يملك، فلما بلغ الأردن تلقاه رسل الوليد، فأخذوا كل ما كان معه، ثم خرج قرة إلى رشيد، وأستخلف عبد الأعلى بن خالد على الفسطاط، وتوفي عبد الأعلى بن خالد بالفرما وهو سائر إلى الوليد في ربيع الأول سنة إحدى وتسعين، فجعل على الشرط عبد الملك بن رفاعة بن خالد بن ثابت الفهمي بن أخي عبد الأعلى. وخرج قرة إلى الإسكندرية وأستخلف على الشرط عبد الرحمن بن معاوية بن حديج سنة إحدى وتسعين، فتعاقدت الشراة بإسكندرية على الفتك بقرة، وكان رئيسهم المهاجر بن أبي المثنى التجيبي، وكانت عدتهم نحو من مائة، فعقدوا لابن أبي المثنى عليهم عند منارة الإسكندرية، وبالقرب منهم رجل يكنى أبا سليمان، فبلغ قرة ما عزموا عليه فأتى بهم قبل أن يتفرقوا، فأمر بحبسهم في أصل منارة إسكندرية، واحضر قرة وجوه الجند، واحضرهم فسألهم، فأقروا، فتلهم قرة، ومضى رجل ممن يرى رأي الخوارج إلى أبي سليمان فقتله، فكان يزيد بن أبي حبيب إذا أراد أن يتكلم بشيء فيه تقية من السلطان، تلفت وقال: أحذروا أبا سليمان. ثم قال يوما من ذاك: الناس كلهم أبو سليمان. وورد كتاب بالزيادة في المسجد الجامع، فأبتدأ في هدم ما كان عبد العزيز بناه لمستهل سنة اثنتين وتسعين، ووفد قرة إلى أمير المؤمنين بوفد أهل مصر، وأستخلف عليها عبد الملك بن رفاعة الفهمي، وابتدأ في بنيان المسجد في شعبان سنة اثنتين وتسعين، وجعل على بنائه يحيى بن حنظلة من بني عامر بن لؤي، وكانوا يجمعون الجمعة في قيسارية العسل، حتى فرغ من بنيانه، وقدم قرة من وفادته في سنة ثلاث وتسعين، فاستنبط الإصطبل لنفسه من الموات وأحياه وغرسه قصبا، فكان يسمى إصطبل قرة، ويسمى أيضا إصطبل القاس، يعنون القصب، كما يقولون قاس مروان، ونصب النبر الجديد في الجامع في سنة أربعة وتسعين، فيقال: أنه لا يعلم اليوم في جند من الأجناد أقدم منه بعد منبر رسول الله صلى الله عليه وسلم.
ودون قرة الديوان في سنة خمس وتسعين وهو المدون الثالث، ثم توفي قرة بن شريك بها وهو والٍ عليها ليلة الخميس، لست بقين من شهر ربيع الأول سنة ست وتسعين، ودفن في مقبرتها، واستخلف على الجُند والخَراج عَبْد الملك بْن رِفاعة بْن خَالِد الفَهْميّ، فكانت ولاية قُرَّة عليها ستّ سنين إِلَّا أيَّامًا.

## نسبه
هو قرة بن شريك بن مرثد بن حازم بن الحارث بن حبش بن سفيان بن عبد الله بن ناشب بن هدم بن عوذ بن غالب بن قطيعة بن عبس بن بغيض بن ريث بن غطفان بن أعصر بن سعد بن قيس بن عيلان العبسي، من بني عبس.

## نبذه
كان صلباً جباراً، اتفقت الخوارج على قتله في الإسكندرية، (المصادر التاريخية تذكر ان الأزارقة هم من اتفقوا على قتله)، لكنه علم بأمرهم فقبض عليهم وقتلهم.
والمصادر التاريخية التي ذكرت ذلك هي مصادر كتبت في العصر العباسي، ولشدة كره حكام بني العباس لبني امية طغى ذلك على مؤرخي هذه الفترة حتى انهم لم يتركوا وصفا بشعا الا وجعلوه في خلفاء بني امية وولاتهم. والقارئ لرسائل قرة إلى عماله على أنحاء مصر يحد فرقا كبيرا بين ما يذكره المؤرخون وبين ما يطالبه قرة من عماله، قرة يحذر جامعي الزكاة في أكثر من بردية من الظلم أو استخدام العنف في جمع الزكاة ويحذره من ظلم الأقباط وغيرهم. هنا يجب أن نتوقف ونتأمل فهناك فرق كبير بين ما تذكره كتب التاريخ وما تقدمه لنا وثائق هذا العصر.فمن خلال البرديات التي وصلت لنا من هذا العصر، أي القرن الإسلامي الأول، يمكن ان نحدد العلاقة بين المسلمين الحكام الجدد لمصر واهل مصر في ذلك الوقت من القبط، وان ادعائات الظلم والتعذيب هي اكاذيب تتداول ولا يوجدعليها دليل.

## أعماله
- عندما قدم قرة مصر يوم الإثنين لثلاث عشرة ليلة خلت

من شهر ربيع الأول سنة 90هـ، وبدأ أعماله بأن أقرَّ عبد الأعلى بن خالد صاحب الشرط
على عمله، وطلب إلى عبد الله بن عبد الملك الخروج من مصر، خرج عبد الله بما يملك
من مال وذخائر، ولكن رسل الوليد بن عبد الملك اعترضوه عند وصوله إلى الأردن،
واستولوا على ما معه من أموال، ولم توضح المصادر الأسباب التي دعت الوليد إلى مثل
هذا الإجراء مع أخيه عبد الله.
- قام قرة بعملية توسعة هائلة في مسجد عمرو بن العاص الفسطاط، حيث هدمه وبناه من جديد، وأدخل فيه الطريق الشرقي ودار عمرو بن العاص، وجعل له أحد عشر بابا. بنى مساجد أخرى أيضاًً، منها ـ كما يروي السيوطي ـ مسجد العيلة بحصن الروم. كما قام قرة بتعمير بركة الحبش بعد أن كانت مواتاً، وزرع فيها القصب. كما أنشأ قرة الديوان الثالث بمصر. وتوفي في ربيع الأول من عام 96 هـ.

## اخباره وبعض من سيرته
- قيل: إن عمر بن عبد العزيز ذكر عنه ظلم الحجاج وغيره من ولاة الأمصار أيام الوليد بن عبد الملك، فقال: الحجاج بالعراق! والوليد بالشأم! وقرة بن شريك بمصر! وعثمان بن حيان، بالمدينة! وخالد بن عبد الله القسري بمكة؛ اللهم قد امتلأت الدنيا ظلماً وجوراً فأرح الناس!. فلم يمض غير قليل حتى توفي الحجاج، ثم تبعه الوليد وقرة، وعزل عثمان وخالد، فاستجاب الله لعمر.
- عندما ولى الوليد بن عبد الملك قرة مصر [3]وعزل عنها أخاه عبد الله بن عبد الملك؛ قال رجل من أهل مصر شعراً وكتب به إلى الوليد بن عبد الملك:

عجباً ما عجبت حين أتانا
أن قد أمرت قرة بن شريك
وعزلت الفتى المبارك عنا
ثم فيلت فيه رأي أبيك
- في سنة 92هـ طلب الوليد من قرة بناء جامع مصر والزيادة فيه فبدأ البناء، وكان الناس يصلون الجمعة في قيسارية العسل حتى فرغ قرة من بناء الجامع، وفي سنة 93هـ أخذ بركة الحبش التي تنسب إلى قتادة بن قيس الحبشي فأحياها وغرس بها القصب فأصبحت تعرف ببركة القصب أو اصطبل قرة بن شريك وفي سنة 94هـ نصب منبراً جديداً في الجامع الذي بناه.
- عرف عن قرة بن شريك أنه كان جبَّاراً صلباً؛ حيث تعاقد نحو مئة من الخوارج في الاسكندرية على قتله؛ وكمنوا له عند منارة الإسكندرية، ولكن أحد الرجال ويدعى أبا سليمان أبلغه عن الأمر، فأوقع بهم قرة بن شريك وقتلهم جميعاً، ومضى أحد الرجال الذين يرون رأي الخوارج إلى أبي سليمان، فقتله.

## قرة بن شريك وبعض المؤرخين
تولي قرة بن شريك ولاية مصر ست سنوات 90 ــ 96 هـ في خلافة الوليد بن عبد الملك الذي عزل أخاه عبد الله بن عبد الملك عنها وأسندها إلي قرة، فقد كال له بعض المؤرخين التهم جزافا وقد أوردت الدكتورة سيدة الكاشف في كتابها الوليد بن عبد الملك ص 85 ــ 86 حيث أوردت طائفة من اتهامات المؤرخين لقرة بن شريك مثل ساويرس ابن المقفع والمقريزي وابن تغري بردي.
وكان الوليد بن عبد الملك قد أمر بتوسعة وتجديد جامع عمرو بن العاص فنهض بالأمر وجدد ووسع الجامع، ولكن المؤرخين راحوا يشوهون هذا العمل بالقول: إن قرة كان إذا فرغ العمال والصناع من البناء دعا الخمور والزمور والطبول، فيشرب الخمر في المسجد طول الليل ويقول لنا الليل ولهم النهار وكان اشر خلق الله).
والذي يجعلنا نميل إلي الاعتقاد بأنها شائعة لا أساس لها من الصحة أن ابن عبد الحكم والكندي وهما من المؤرخين القدامى، أهل الثقة في تاريخ مصر وولاتها، لم يشيرا إليها عند حديثهما عن ولاية قرة بن شريك علي مصر فقد أشار إلي بنائه الجامع وتوسعته، ولكنهما لم يذكرا شيئا عن واقعة شرب الخمر وسماع الغناء بالمرة ولو كانت حدثت لما أغفلاها، ولا ندري من أين جاء بها المؤرخون المتأخرون .
من حسن الحظ فقد دلت أوراق البردي العربية والتي اكتشفت في كوم اشقا والتي تعود إلي عهد الخليفة الوليد بن عبد الملك وولاية قرة بن شريك علي مصر (سيدة الكاشف ــ الوليد بن عبد الملك ص 84 وما بعدها)، دلت هذه الأوراق علي أن كل ما رواه المؤرخون عن ظلم قرة وفسقه لم يكن صحيحا، فقد كشفت هذه الأوراق عن بيانات ومعلومات طيبة عن المجتمع المصري، والإدارة والنظام المالي وطريقة جباية الجزية والخراج وإسناد المناصب إلي الموظفين والتجارة وطرقها، وبناء العمائر والمساجد، وإنشاء الأساطيل وأثمان البضائع والبيوت والأرض فضلا عن عقود الزواج والبيع والشراء وما إلي ذلك من المكاتبات الخاصة التي تكشف عن بعض العادات والنظم الاجتماعية في ولاية قرة بن شريك ومنها يتضح أن الرجل لم يكن فاسقا ولا ظالما، بل كان يتحرى العدل بين الناس، ففي كتاب منه إلي صاحب كورة أشقوة نجده يأمره بان يرسل كشفا بالأماكن المختلفة لمعرفة عدد الرجال في كل مكان والجزية الواجب عليهم أداؤها وما يملكه كل رجل من الأراضي، وما يقوم به من أعمال، ويطلب قرة من صاحب الكورة ألا يوجد أي مجال للشكوى أو الاستياء منه، ويذكره بأنه مصمم علي مكافأة من يسير سيرا حسنا ومعاقبة من يتنكب طريق العدل، وفي كتاب أخر يطلب قرة من الوالي إن يكون عادلا في تقدير الضرائب والواجبة علي كل فرد، وان يسهل علي الناس الاتصال به كي يسمع ما يقولون إذا كانت لهم شكاوى،
وهكذا تدحض هذه الوثائق البردية المعاصرة ما يزعمه بعض المؤرخين من اتهام قرة بن شريك بالظلم والفسق، ويصبح الأمر عبارة عن شائعات وأكاذيب كان يطلقها أعداء الدولة علي رجالها وظل الناس يرددونها جيلا بعد جيل حتى وصلت إلينا ولعل الأيام تكشف لنا عن الكثير من أوراق البردي وغيرها من الوثائق المعاصرة التي تعود إلي العصر الأموي، وعندها يمكن أن يتغير كثير من المفاهيم ومن النظر إلي التاريخ الأموي، كما تغيرت صورة قرة بن شريك بعد اكتشاف هذه الأوراق .
لم يكن القصد من الحديث السابق الدفاع عن زياد والحجاج وقرة بن شريك وتبرير أخطائهم، فليست هذه مهمة دارس التاريخ، وإنما أردت أن أوضح أنهم وان كانت ظروف عصرهم ومشاكلهم قد اضطرتهم إلي القسوة أو تجاوز الحد في بعض الأحيان، إلا أنهم كانت لهم ايجابيات كثيرة ، وكانوا إداريين ممتازين ، والدراسة المنصفة والمتجردة لمثل هذه الشخصيات التاريخية لابد أن تأخذ في الاعتبار الايجابيات والسلبيات ، لتتزن الصورة ويعتدل الميزان ، وتكتمل الفائدة والاستفادة من الايجابيات والسلبيات علي السواء ، اما التركيز علي الأخطاء وإبرازها ، وإغفال الأعمال الحسنة وإهمالها فليس من الإنصاف في شيء ، فضلا عن أن ضرره أكبر من نفعه في دراسة التاريخ .

## وفاته
- توفي قرة بن شريك في شهر ربيع الأول من عام 96 هـ